# Glenn Hardin
Glenn Foster „Slats“ Hardin (* 1. Juli 1910 in Derma, Mississippi; † 6. März 1975 in Baton Rouge, Louisiana) war ein US-amerikanischer Leichtathlet, der in den 1930er Jahren über 400 Meter Hürden erfolgreich war. Der für die Louisiana State University startende Athlet lief drei Weltrekorde und gewann zwei olympische Medaillen.
Glenn Hardins Sohn Billy (* 1942) wurde im Jahr 1964 AAU- und NCAA-Meister über 400 Meter Hürden (50,1 bzw. 50,2 s) und nahm an den Olympischen Spielen in Tokio teil.

## Erfolge
- Weltrekorde
  - 52,0 s am 1. August 1932 in Los Angeles (Einstellung des 4 Jahre alten Rekords von Morgan Taylor)
  - 51,8 s am 30. Juni 1934 in Milwaukee
  - 50,6 s am 26. Juli 1934 in Stockholm. Dieser Rekord wurde erst 19 Jahre später verbessert und zählt damit zu den langlebigsten der Leichtathletik.
- Olympischen Spiele 1932 in Los Angeles: Silber in 51,9 s hinter dem Iren Bob Tisdall in 51,7 s und vor seinem Landsmann Morgan Taylor in 52,0 s
- Olympischen Spiele 1936 in Berlin: Gold 52,4 s vor dem Kanadier John Loaring in 52,7 s und dem Philippinen Miguel White in 52,8 s
- nationale Meisterschaften:
  - 1933: AAU 400 m Hürden in 52,2 s und NCAA 440 Yards flach in 47,1 s
  - 1934: AAU 400 m Hürden in 51,8 s und NCAA 440 Yards flach in 47,0 s
  - 1936: AAU 400 m Hürden in 51,6 s